# Programverk

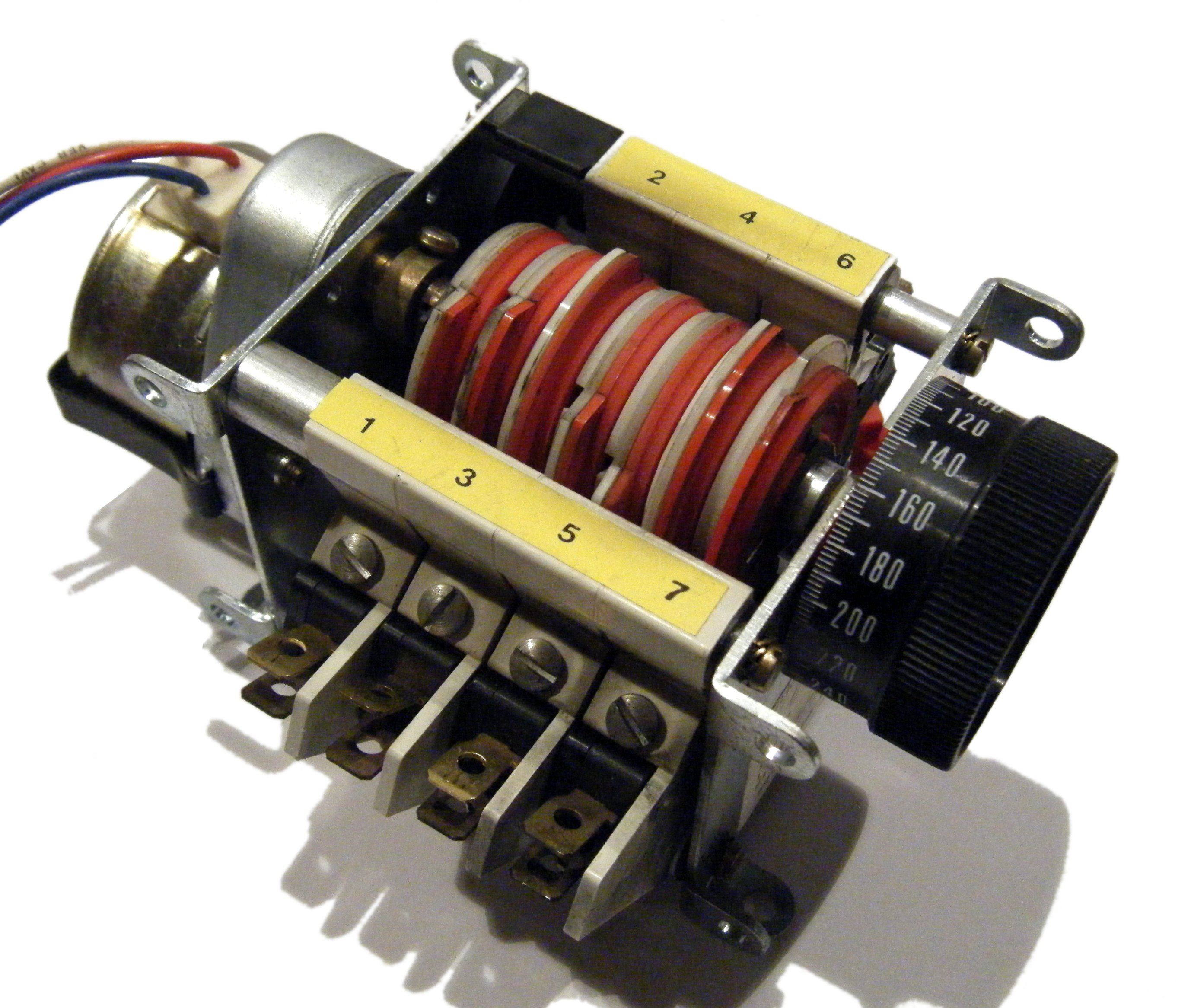
7-kam 7-kontakt kamtimer

Ett programverk är en elektromekanisk komponent för att automatiskt slå på och av ström eller hydraulolja enligt ett tidsschema. Typiska exempel är programverk i äldre diskmaskiner och tvättmaskiner, samt elektromekaniska tidur ("timers") i hushåll. Förr användes de även i tillverkningsindustrin. Elektromekaniska programverk ersätts idag i allt högre grad av digital elektronik, exempelvis mikrokontrollerstyrda system såsom programmerbara styrsystem (PLC) inom industrin.

## Beskrivning
Ett programverk består av en elektrisk motor, som via en reduktionsväxel driver en axel där olika utbuktningar ("kammar") påverkar en eller flera strömbrytare. Motorn roterar med en konstant hastighet, och kamaxeln eller kamskivan roterar i sin tur vanligtvis långsamt. Kammarna på kamaxeln eller kamskivan styr strömbrytarna vid olika tillfällen. Arrangemanget med kammar och brytare möjliggör komplicerade sekvenser av öppning och stängning av brytarna, som kan styra olika elektriska komponenter i ett större system, exempelvis motorer, ventiler, värmeslingor, signallampor med mera.
De flesta programverk använder en liten, nätdriven synkronmotor för att rotera mekanismen med en precis och konstant hastighet. Mer komplexa programverk med två motorer förekommer.

## Användningsområden
En vanlig tillämpning av programverk har varit tvättmaskiner, där de används för att styra tvättsekvenser enligt förutbestämda mönster.
Historiskt användes programverk i industriella maskiner för att styra upprepade sekvenser av operationer och händelser. I detta fall användes kamföljare vanligen för att styra hydrauliska ventiler. Programverk i industrin ersattes tidigt av programmerbara styrsystem (PLC), som är mer tillförlitliga och hållbara, har större precision och underlättar komplicerad villkorsstyrning av händelsesekvenserna, exempelvis baserat på larm, mätdata och operatörens knapptryckningar, vilket möjliggjorde optimering av styrningsprocessen.

## Metoder som används för att förbättra styrningen
Den enklaste formen av programverk (kamtimer) roterar kontinuerligt, vilket inte är bra när man behöver vänta på händelser som inträffar vid varierande tidpunkter.
I till exempel en tvättmaskin är det ofta nödvändigt att vänta en varierande tid, till exempel tills vattnet har värmts upp till en önskad temperatur. För att åstadkomma att programverket inväntar detta styrs programverkets motor i sin tur av en annan strömbrytare, i detta fall en termostat. Programverkets motor stannar alltså till dess den önskade temperaturen har uppnåtts.
Tvättmaskiner har sällan fler nivåer för temperaturavkänning än de fixa tvättemperaturerna. För att erhålla temperaturer emellan dessa stannar programverket tills vattnet har nått närmaste lägre temperaturnivå under den önskade, och går sedan en fast tid för att öka temperaturen på vattnet till den önskade.
Vissa programverk har också ett snabbspolningsläge, så att programverket vid vissa inställningar snabbt kan hoppa förbi delar av schemat. Det kan ofta ses på tvättmaskinsstyrningar. Snabbspolning kan åstadkommas genom att flytta ett kugghjul och på så sätt ändra utväxlingen.
Genom att komplettera programverket med återkoppling, yttre tidsfördröjning (så kallade tidskretsar) och reläer som bildar logiska kretsar, är det möjligt att med programverk bygga en generell elektromekanisk tillståndsmaskin, som tillåter villkorsstyrda händelsesekvenser på liknande sätt som digital elektronik. Programverkets nästa tillstånd blir då beroende av en programverkets nuvarande och tidigare tillstånd samt av insignaler, exempelvis sensordata eller operatörens knapptryckningar. Programverk i en tvättmaskin är exempel på en sådan tillståndsmaskin.

## Ersättning med elektroniska styrsystem
Programverkets mekanik utsätts för slitage och tillförlitlighetsproblem, och har begränsad livslängd. Tillförlitligheten är i allmänhet acceptabel, men det finns alltid en viss felintensitet med mekaniska brytare. Mekaniska programverk tål dock mycket kraftigare elektromagnetiska störningar.
Elektroniska styrsystem har ersatt programverk i nytillverkad utrustning i de flesta användningsområdena, med undantag för enkla tidur i hushållen. Orsaken är framför allt för att man vill minska utvecklings-, tillverknings- och driftskostnaderna, men också för att öka flexibiliteten.
Mekaniska programverk saknar den flexibilitet som processorbaserade styrsystem erbjuder. Till exempel kan en processorbaserad maskinstyrning möjliggöra snabb omprogrammering, automatiskt initiera testprogram, minska tillverkningskostnader, tillhandahålla felkoder i fält, minska reparationskostnaderna, logga stora mängder larm och mätdata i minnet, och ge återkoppling på verkliga felfrekvenser och orsaker. Allt detta minskar utvecklings-, tillverknings- och driftskostnaderna.